# Exorista larvarum
Exorista larvarum es una especie de mosca paleártica de la familia Tachinidae.
Parasita larvas de Lepidoptera, especialmente de las familias Lymantriidae y Lasiocampidae. Ataca a Lymantria dispar dispar.: 20  Se la ha estudiado como parásito de Mythimna unipuncta y Cydalima perspectalis.